# Lernout & Hauspie
Lernout & Hauspie Speech Products, o L&H, fue una empresa de tecnología de reconocimiento de voz establecida en Bélgica, fundada por Jo Lernout y Pol Hauspie y que entró en bancarrota en 2001, debido a un fraude diseñado por la dirección. 
La compañía tenía su sede en Ypres, Flandes, en lo que entonces se llamó el Valle del Idioma en Flandes (imitando el Silicon Valley).
La tecnología fue comprada por Nuance Communications (conocida como ScanSoft) y Vantage Learning tras la bancarrota. Nuance adquirió toda la función de habla y lectura, mientras que Vantage adquirió las funciones de tutoría (aprendizaje), ortografía y búsqueda lingüística (traducción). Luego de ello, los ingresos de Nuance Communications crecieron bruscamente de 17,1 millones de dólares en las tres cuartas partes del 2001, hasta 216 millones en las tres cuartas partes del 2008.
Las voces de "Lernout & Hauspie Michelle" y "Lernout & Hauspie Michael" usadas en la lectura de textos (text-to-speech) y creadas por L&H están incluidas en Microsoft Office 2003. El reconocimiento por voz de Lernout & Hauspie fue usado también en la opción de "Voz" del panel de control de Microsoft Windows XP abreviada como LH. Además, Microsoft Office usa ciertos elementos de un corrector ortográfico previamente perteneciente a L&H, lo cual se menciona en la ventana "Acerca de".